# Thecla dinus
Thecla dinus är en fjärilsart som beskrevs av William Chapman Hewitson 1867. Thecla dinus ingår i släktet Thecla och familjen juvelvingar. Inga underarter finns listade i Catalogue of Life.